# Ragnar Westfelt
Ragnar Mauritz Westfelt, född 25 februari 1888 i Örgryte, Göteborg, död 30 augusti 1968 i Högalids församling i Stockholm, var en svensk filmfotograf. 
Westfelt var anställd hos Svenska Biografteatern och SF 1912–1923, hos Albert Bonniers filmavdelning 1923–1926. Han var i början av 1930-talet delägare i Camex-Film, som främst sysslade med beställningsfilm.
Westfelt är begravd på Norra begravningsplatsen utanför Stockholm. Han var far till filmfotograferna Gunnar och Bengt Westfelt. 

## Regi (i urval)
- 1928 – Viddernas folk (även manus)
- 1925 – Sommarnöjet på Vasholmen
- 1923 – Där norrskenet flammar

## Filmfoto (urval)
- 1953 – Mästerdetektiven och Rasmus
- 1933 – Kanske en diktare
- 1930 – Farornas ö
- 1927 – Trollälgen
- 1926 – Flickan i frack
- 1925 – Flygande holländaren
- 1925 – Kalle Utter
- 1924 – Unge greven ta'r flickan och priset
- 1923 – Norrtullsligan
- 1923 – Där norrskenet flammar
- 1923 – Hemslavinnor
- 1923 – Anna-Clara och hennes bröder
- 1921 – Vallfarten till Kevlaar
- 1920 – Carolina Rediviva
- 1919 – Sången om den eldröda blomman
- 1917 – Skuggan av ett brott
- 1917 – Vem sköt?
- 1917 – Sin egen slav
- 1917 – Miljonarvet